# 스캔더 케인스
스캔더 케인스(Skandar Keynes, 1991년 9월 5일 ~ )는 잉글랜드의 전직 배우, 현재 정치인이다.

## 출연 작품
- 나니아 연대기 1 (사자, 마녀, 그리고 옷장)
- 나니아 연대기 2 (캐스피언 왕자)
- 나니아 연대기 3 (새벽 출정호의 항해)